# Tīfakān-e Pā'īn
Tifakan-pagodar (persiska: طيفكان, طيفَكان, پاگُدار , Ţīfakān, Tīfakān-pagodar) är en ort i Iran.   Den ligger i provinsen Hormozgan, i den sydöstra delen av landet, 1 000 km sydost om huvudstaden Teheran. Tifakan-pagodar ligger 560 meter över havet och antalet invånare är 123.
Terrängen runt Tifakan-pagodar är varierad. Runt Tifakan-pagodar är det ganska glesbefolkat, med 50 invånare per kvadratkilometer. Närmaste större samhälle är Zākīn, 19,2 km nordväst om Tīfakān-e Pā'īn. Trakten runt Tifakann-pagodar är ofruktbar med lite eller ingen växtlighet.